# 許錫
許 錫（ホ・ソク、朝鮮語: 허석、1964年9月20日 - ）は、大韓民国の政治家、元新聞社経営者。順天市長（民選7期）。

## 経歴
1964年に全羅南道昇州郡（現在の順天市）で生まれる。ソウル大学校に入学し、在学中にソウル九老工業団地で2週間労働者として生活した。卒業後は仁川市の工場で7年間労働者として働いた。その後、順天市で無料労働相談所を運営しながら、光州高等法院調停委員、大統領直属国家均衡発展委員会専門委員などを歴任。2001年に順天市民の新聞という地方新聞を創刊した。
2014年6月に実施された第6回全国同時地方選挙で順天市長選に立候補したが落選。2018年に実施された第7回全国同時地方選挙で共に民主党公認で立候補し、初当選を果たす。
2020年の東アジア文化都市に順天市が内定すると、日本側の文化都市である北九州市から北橋健治市長が順天市を訪問。文化芸術交流事業などについて会談した。

### 詐欺事件
2019年7月、順天市民の新聞の代表を務めた時期に地方新聞発展基金1億6000万ウォンを詐取した疑いで起訴された。検察側は1審と2審でいずれも懲役1年6ヶ月を求刑し、2021年2月の1審で懲役10ヶ月・執行猶予2年の懲役刑を宣告された。2022年1月25日の控訴審で、光州地裁は懲役刑の判決を破棄し、2000万ウォンの罰金刑の判決を下した。これにより許は当選無効を回避することになった。
しかし、2023年5月11日、新聞社の元社員に弁護士代を本人の代わりに支払わせたことにより公職選挙法上の寄付行為違反の疑いで罰金300万ウォンの罰金刑を宣告され、被選挙権が喪失することとなった。